# Jonatan Lima
Jonatan Lima, właśc. Jonatan da Silva Lima (ur. 4 stycznia 1992 w Salvadorze, w stanie Bahia) – brazylijski piłkarz, grający na pozycji defensywnego pomocnika.

## Kariera piłkarska

### Kariera klubowa
Wychowanek klubu Corinthians Paulista. W 2011 rozpoczął karierę piłkarską w drużynie B Corinthiansu, skąd został wypożyczony do Flamengo-SP. Od 2012 bronił barw klubów Guaratinguetá, SC Internacional, Caxias FC, Icasa, Ituano FC, Veranópolis, Portuguesa, Criciúma EC i Novorizontino. 18 sierpnia 2018 podpisał kontrakt z FK Lwów.

## Sukcesy i odznaczenia

### Sukcesy klubowe
Ituano FC
- finalista Copa Paulista: 2015